# Turbo (film)
Turbo è un film d'animazione del 2013 diretto da David Soren e con protagonista del cast vocale Ryan Reynolds. Il film, prodotto dalla DreamWorks Animation e distribuito da 20th Century Studios, è basato su un'idea originale di David Soren, al suo primo film come regista.

## Trama
Turbo (il cui vero nome è Theo) è una chiocciola che vive in una tranquilla comunità di chiocciole, le quali "lavorano" nell'orto di pomodori di una casa a Los Angeles, staccando i pomodori maturi e buttando quelli marci, che Turbo ha il compito di ammassare. Nonostante la sua natura, sogna di diventare il più grande pilota automobilistico al mondo come il suo eroe, il 5 volte campione di Formula Indy Guy Gagné, ma nessuna delle altre chiocciole lo capisce. Anche suo fratello Chet si ostina a convincerlo in ogni modo a desistere.
Un giorno il pomodoro più bello della piantagione cade e finisce in giardino. Le chiocciole, felici, partono per recuperarlo ma si accorgono presto che quello è il giorno in cui si taglia l'erba. Turbo cerca di recuperarlo da solo ma il tosaerba arriva prima di lui. Si salva solo grazie a Chet, che apre il tubo dell'acqua e lo spinge via. Deluso, Turbo finisce in autostrada ed un camion lo fa volare in una fogna dove si svolge una gara illegale tra due hot rod: si ritrova sul cofano della prima auto e dopo la partenza, attraverso le prese d'aerazione, cade nel motore proprio quando il pilota inserisce l'N2O, che entra nel cuore di Turbo.
La mattina dopo nota che i suoi occhi si sono trasformati in fanali, la coda in un antifurto, la testa in un'autoradio e, soprattutto, ha una velocità straordinaria. Ciò però crea gravi danni al gruppo di chiocciole che lavorano con lui, dato che il figlio dei proprietari della casa, soprannominato dalle chiocciole "rompi guscio", a causa della sua inclinazione a schiacciare piccoli animali con la ruota del suo triciclo, trova Turbo che passa per il giardino e cerca di schiacciarlo. Turbo, invece, riesce a sfuggirgli e a salire sulla ruota, facendola girare così velocemente da far cadere il bimbo. Perde però il controllo, danneggiando con il triciclo la piantagione. Il capo Carl caccia via sia lui che suo fratello; i due vengono rapiti da delle cornacchie e, dopo un lungo viaggio, vengono trovati dal venditore di tacos Tito (che scambia Chet per la fidanzata di Turbo) che, con gli altri proprietari dei negozi di un centro commerciale in fallimento, tra cui Bobby, un anziano venditore di hobby e articoli di modellismo, Paz, una giovane e affascinante meccanica e Kim Ly, un'anziana signora che si occupa di manicure, organizza gare di chiocciole dai gusci modificati.
Turbo e Chet nel gruppo trovano: Frusta, Fighetto, Sbandone, Fiamma e Ombra Lesta. Inizia la gara, che Turbo vince facilmente e il capo del team Frusta gli propone quindi di entrare nel gruppo. Frusta lo sfida in una gara su dei cavi elettrici per arrivare al logo luminoso del centro commerciale. Ombra Lesta li lancia da un'asse di legno e Turbo deve gareggiare al suolo, a differenza degli altri che si appendono con l'alettone. Turbo riesce a salire e a passare in testa ma nel momento del salto per arrivare al simbolo si ferma perché non può fare salti del genere.
Il giorno dopo, Turbo convince Tito a iscriverlo alla 500 Miglia di Indianapolis e a sponsorizzarlo dallo Starlight Plaza (il centro commerciale) ma i proprietari dei negozi non lo vogliono aiutare, in particolare il fratello di Tito, Angelo. Dopo una giornata in cui, grazie a uno stratagemma delle chiocciole che forano le gomme d'un pullman di turisti, i quali sono costretti a restare e diventano così clienti del centro commerciale, decidono però di dargli la loro parte. Tutti tranne Angelo partono per Indianapolis sul furgone di Tito e la mattina seguente arrivano all'Indianapolis Motor Speedway. Bobby crea con degli articoli di modellismo un telaio per il guscio di turbo in stile vettura da Indycar, di colore blu. Il tacoman cerca di iscrivere Turbo, il quale riconosce Guy Gagné; il 5 volte Re della Indy ha nel frattempo appena battuto il suo stesso record di velocità (230 miglia all'ora, record mondiale).
Turbo ha appena scoperto cos'è accaduto al suo proprietario e perciò scappa e con due fantastici giri a 226 miglia all'ora si qualifica. Intanto un ragazzo ha girato un video che pubblica su YouTube. L'amministratore delegato della Indy 500 non sa se iscrivere Turbo o no, ma viene convinto dal pilota canadese a iscriverlo. Quella sera stessa Turbo si intrufola nel box della società Adrenalode, dove il pilota lo trova e gli svela di averlo sfruttato, perché nell'edizione più famosa della competizione più famosa degli Stati Uniti d'America avrebbe vinto di certo un'auto e non un animale. Turbo capisce che il suo eroe era solo uno sbruffone e torna nel furgone dei ragazzi dello Starlight Plaza.
La mattina dopo inizia la gara e, mentre un ragazzo rapisce Chet e lo imprigiona in un bicchiere su un posto alla pagoda, Turbo va subito in difficoltà; dopo essere stato incoraggiato da Frusta, inizia a correre in maniera diversa passando sotto le auto, in mezzo ai cerchioni e persino sui muri. Dopo molte acrobazie si piazza secondo alle spalle di Guy Gagné, che però lo schiaccia contro il muro e gli provoca una piccola frattura nel guscio. Ai box la squadra pensa di ritirare Turbo ma questo parte a tutta velocità, con l'N2O che funziona a intermittenza. Alla fine Turbo riesce a raggiungere Gagné all'ultimo giro. Intanto i cronisti sportivi annunciano che la pista in curva 4 è piena di residui di pneumatico e il pilota canadese ci sale per far sbandare Turbo che sbatte ma non rinuncia a correre. Anche Guy sbanda e si rovescia, provocando un grosso incidente che ferma la gara sul rettilineo principale. La chiocciola salta la vettura, ma il furioso pilota gli tira una sberla che gli fa perdere la copertura e gli rompe il guscio facendogli perdere il Nitro. Turbo rotola fino a pochi metri dalla Brickyard. Chet riesce a liberarsi del bicchiere e striscia fuori dalla finestra della pagoda, ma cade. Le chiocciole, con delle acrobazie in volo su alcune cornacchie, riescono a salvarlo e a portarlo da Turbo. Chet intima Turbo a finire la corsa, ma lui è restìo, indicando il guscio rotto. Chet lo invita così a finire la gara a mo' di chiocciola. Mentre Turbo striscia verso il traguardo, Gagné riesce a ribaltare la macchina e si avvia anche lui verso il traguardo tirandosela dietro. Mentre la squadra incita Turbo dai box, Gagné guadagna terreno e raggiunge Turbo. Il canadese cerca di schiacciare la chiocciola, ma Turbo, su suggerimento di Chet, rintana nel guscio facendo così che sia la spinta delle pedate di Gagné a fargli oltrepassare la brickyard.
Mentre Kim Ly aggredisce Gagné, Turbo viene premiato sul podio e Tito lo alza al cielo.
Al centro commerciale è tutto rinnovato e Turbo riceve una nuova copertura rosso metallizzato e anche il gruppo ha i gusci nuovi: Frusta ha ricevuto un guscio a reazione da jet, Sbandone ha un'elica per volare, Fighetto un'aerodinamica velocissima, Fiamma dei bazooka spara-fuoco al posto degli scarichi, Ombra Lesta delle ruote da Monster truck e Turbo scopre che la crepa nel suo guscio si è riparata e che ha sempre avuto l'N2O. Così, con gli amici, si lancia nell'ennesima gara.

## Personaggi

### Chiocciole
- Theo/Turbo: È il protagonista del film. Turbo è una chiocciola da giardino che sogna di essere il pilota migliore di tutto il mondo. Sembra avere un'ossessione per la velocità, che mette in imbarazzo suo fratello maggiore Chet. A causa della sua passione per la velocità, è in qualche modo un estraneo nella lenta e cauta comunità delle chiocciole. Il suo sogno diventa realtà quando finisce nell'ossido di azoto di un'auto durante una gara clandestina che finisce per dargli velocità. Dopo l'accaduto intraprende un viaggio straordinario per coronare il suo sogno di correre nella Indy 500.
- Chet: Deuteragonista del film, è il fratello maggiore di Turbo nonché l'opposto polare. Troppo cauto e sempre pratico, Chet è il realista del sognatore di Turbo. La priorità numero uno di Chet è mantenere suo fratello al sicuro, anche quando è alla velocità della luce e del suono. Vuole che suo fratello sia attento, coraggioso e preparato, specialmente quando è in procinto di entrare in gara - Questa è la sua più grande sfida per riuscire in questo compito!
- Fighetto (Smoove Move in originale): Un pilota basso super cool, Fighetto ha una prospettiva unica anche sui colpi di scena più folli innescati dalle avventure di Turbo.
- Sbandone (Skidmark in originale): Sbandone è il maestro della frusta #2 di Frusta. Per lui, nessuna acrobazia ha successo se non termina con un epico finale.
- Frusta (Whitney "Whiplash" Chubbington in originale): è il leader carismatico e il campione in carica delle chiocciole. Vuole essere rispettato dai suoi compagni ma nonostante questo li tratta come se fossero parte della sua famiglia. Può anche essere molto teso nella maggior parte delle situazioni e preferisce lavorare sodo.
- Fiamma (Burn in originale): è l'unica donna del gruppo di Frusta ed è astuta e impertinente anche se nasconde un lato morbido sotto un guscio duro. Non ha problemi a trattenersi da sola e viene spesso vista masticare con la bocca aperta. Ha una cotta per Chet che lei chiama "Patato" (Boo in originale) e arrivando persino a baciarlo sulla guancia. Nonostante l'astio iniziale, verso la fine del film Chet si aprirà con lei imparando ad apprezzarla e si fidanzeranno.
- Ombra Lesta (White Shadow in originale): Pieno di falsa spavalderia e di vere risate, Ombra Lesta è una chiocciola che dice di essere veloce come un'ombra, ignorando il fatto che le sfocature sono intrinsecamente più veloci delle ombre. Mentre non è il coltello più affilato nel cassetto, il cuore di Ombra Lesta è nel posto giusto. Potrebbe non capire alcune cose, ma è disposto ad aiutare i suoi amici in determinate situazioni e comunque possibili e va d'accordo con ognuno di loro. Ombra Lesta ha anche dimostrato di avere un grande appetito. Il suo vero nome è Whiteman Shitford.

### Umani
- Guy Gagnè: l'antagonista principale del film. Guy è il 5 volte campione dell'Indianapolis 500 e l'idolo di Theo (ma poi diventa il suo nemico). Sebbene all'inizio possa sembrare uno dei sostenitori di Turbo, lo demoralizza duramente quando lo incontra e confessa di averlo voluto nella corsa per ottenere maggiore visibilità e fama (l'unica cosa di cui gli importa). È amareggiato dal fatto che potrebbe perdere contro una chiocciola ed è disposto ad evitare lo smacco con qualsiasi mezzo. È stato rivelato in un articolo di giornale che dopo Indy 500, Gagnè stava affrontando numerose sanzioni Indycar, molto probabilmente per aver causato il massiccio incidente d'auto e tentando di sbarazzarsi di Turbo. (Ha tentato di schiacciarlo tra le pareti laterali e ha provato a calpestarlo quando la sua auto è rimasta bloccata da detriti dall'incidente). Si può anche presumere che Gagnè abbia perso la sua fama e sia stato rovinato nel mondo delle corse (oltre a un paio di sanzioni IndyCar poiché, nonostante Turbo sia una chiocciola, è ancora qualificato come pilota).
- Tito Lopez: è un venditore di taco che è un sognatore come Theo (Turbo). Fa amicizia con Theo dopo aver visto quanto è veloce e crede che Theo possa salvare l'azienda, ovvero il centro commerciale dove lavora insieme al fratello Angelo, Paz, Kim Ly e Bobby, vincendo la Indy 500.
- Angelo Lopez: è il fratello di Tito. Lavora al suo fianco nel ristorante Dos Bros situato in un centro commerciale malandato. Mostra dedizione per il suo lavoro, visto che durante tutto il film è visto lavorare principalmente, mentre Tito è fuori a provare a fare gare di chiocciole o qualcos'altro.
- Paz: ha i capelli viola legati in una coda ed è un'impiegata del centro commerciale che fa di mestiere la meccanica e gestisce nel centro stesso un'officina, dopo la vittoria di Turbo riceverà più clienti e altri commessi che la aiuteranno nel suo lavoro. Ha un carattere deciso, forte e leggermente arrogante ma anche gentile e compassionevole, prende anche parte all'elaborazione del guscio di Turbo: lo salda e lo rende più resistente agli urti che potrà subire durante la corsa.
- Kim Ly: un'anziana signora di origine cinese e di bassa statura che di mestiere fa l'estetista, specializzata in manicure e gestisce un piccolo negozio di smalti e indumenti da donna nel centro commerciale. Come tutti gli altri impiegati riceverà più clienti dopo che Turbo vincerà. È una donna anche molto energica e talvolta suscettibile e picchierà Guy Gagnè per aver tentato di schiacciare Turbo pur di vincere e lo metterà letteralmente al tappeto, rivelandosi quindi anche forzuta.
- Bobby: ultimo dei cinque proprietari del centro commerciale che gestisce un negozio di modellismo e per passare il tempo fa girare con le macchine giocattolo le chiocciole amiche. È lui a progettare il telaio che Turbo porterà sul suo guscio durante la gara di Indianapolis e come gli altri impiegati riceverà più clienti dopo la sua vittoria.

## Produzione

### Casting
Il cast di doppiatori, oltre a Ryan Reynolds, comprende anche gli attori Paul Giamatti, Michael Peña, Luis Guzmán, Bill Hader, Richard Jenkins, Ken Jeong, Michelle Rodriguez, Maya Rudolph, Ben Schwartz, Kurtwood Smith e Samuel L. Jackson e il cantante Snoop Dogg.

## Promozione
Il primo trailer del film è stato distribuito dalla DreamWorks il 19 dicembre 2012, a cui è seguito il 20 marzo 2013 il secondo. Il trailer italiano è stato invece diffuso online il 22 marzo 2013.

## Distribuzione
Il film, proiettato in anteprima il 24 giugno 2013 a Barcellona durante il CineEurope 2013, è uscito nelle sale statunitensi il 17 luglio 2013, mentre in Italia è uscito il 12 agosto.

## Accoglienza

### Incassi
Il film ha incassato globalmente 282 milioni di dollari.

### Critica
Rotten Tomatoes dà al film una percentuale del 67% con un voto medio di 6,1/10 basato su 109 critiche. Metacritic, sulla base di 30 recensioni ha un punteggio del 58 su 100.

## Serie TV
Nello stesso anno è uscita la serie televisiva sequel Turbo Fast.